# Слимник (Сибињ)
Слимник (рум. Slimnic) насеље је у Румунији у округу Сибињ у општини Слимник. Oпштина се налази на надморској висини од 489 m.

## Историја
Према државном шематизму православног клира Угарске 1846. године у месту "Столценберг" је живело 325 породица, са придодатим филијалним - 113 из Руша.

## Становништво
Према подацима из 2002. године у насељу је живело 3670 становника.

### Попис2002.
| Расподела становништва по националности 2002.‍ | Расподела становништва по националности 2002.‍ | Расподела становништва по националности 2002.‍ | Расподела становништва по националности 2002.‍ | Расподела становништва по националности 2002.‍ |
| --------------------------------------------- | --------------------------------------------- | --------------------------------------------- | --------------------------------------------- | --------------------------------------------- |
|                                               |                                               |                                               |                                               |                                               |
| Румуни                                        | Румуни                                        |                                               | 3.590                                         | 97,9%                                         |
| Мађари                                        | Мађари                                        |                                               | 20                                            | 0,5%                                          |
| Роми                                          | Роми                                          |                                               | 13                                            | 0,4%                                          |
| Немци                                         | Немци                                         |                                               | 44                                            | 1,2%                                          |

### Хронологија
| Година       | 1992 | 1993 | 1994 | 1995 | 1996 | 1997 | 1998 | 1999 | 2000 | 2001 | 2002 | 2003 | 2004 | 2005 | 2006 | 2007 | 2008 | 2009 | 2010 | 2011 | 2012 | 2013 | 2014 | 2015 | 2016 | 2017 |
| ------------ | ---- | ---- | ---- | ---- | ---- | ---- | ---- | ---- | ---- | ---- | ---- | ---- | ---- | ---- | ---- | ---- | ---- | ---- | ---- | ---- | ---- | ---- | ---- | ---- | ---- | ---- |
| Становништво | 3959 | 3845 | 3789 | 3763 | 3720 | 3698 | 3692 | 3685 | 3685 | 3683 | 3702 | 3716 | 3751 | 3773 | 3781 | 3791 | 3833 | 3861 | 3876 | 3898 | 3900 | 3895 | 3922 | 3915 | 3939 | 3929 |